# Yucca schidigera
Yucca schidigera ist eine Pflanzenart der Gattung der Palmlilien (Yucca) in der Familie der Spargelgewächse (Asparagaceae).

## Beschreibung
Die solitär oder mit mehreren Stämmen wachsende Yucca schidigera erreicht eine Wuchshöhe bis 3,5 Meter. Die steifen, glatten, gelben bis grünen, faserförmigen 0,5 bis 1,4 Meter langen Laubblätter sind variabel angeordnet.
Der aufrecht, verzweigte, zwischen den Blättern beginnende, dichte Blütenstand wird 1 bis 1,2 Meter lang. Die kugelförmigen Blüten sind zwittrig und dreizählig. Die sechs gleichgestaltigen Blütenhüllblätter sind weiß bis cremefarbenen, manchmal sind die äußeren violett; sie sind 3 bis 4,5 cm lang und breit. Die Blütezeit reicht von März bis Mai.
Yucca schidigera ist ein Mitglied der Sektion Yucca, Serie Treculianae. Sie steht nahe zu Yucca torreyi. Jedoch hat sie im Gegensatz zu ihr zahlreichere und kürzere Stämme.
Bei trockenem Stand ist Yucca schidigera frosthart bis −15 °C. Exemplare sind in Privatgärten in New Mexico, in Albuquerque (Dave Ferguson) und Belen (Horst Künzler) zu bewundern.

## Verbreitung
Yucca schidigera wächst in Mexiko, Niederkalifornien und USA in der Sonora-Wüste, Mojave-Wüste und in der „Great Basin-Wüste“ auf steinigen Ebenen und flachen Hügeln in Höhenlagen zwischen 300 und 1800 Meter. Vergesellschaftet ist diese Art oft mit Yucca brevifolia, Yucca baccata, Yucca whipplei, Sclerocactus polyancistrus, Echinomastus johnsonii var. lutescens, Echinocereus engelmannii, verschiedenen Kakteenarten und Agave utahensis var. eborispina.

## Systematik
Die Erstbeschreibung durch Benedikt Roezl unter dem Namen Yucca schidigera ist 1871 veröffentlicht worden.

## Bilder
Yucca schidigera in Nevada:

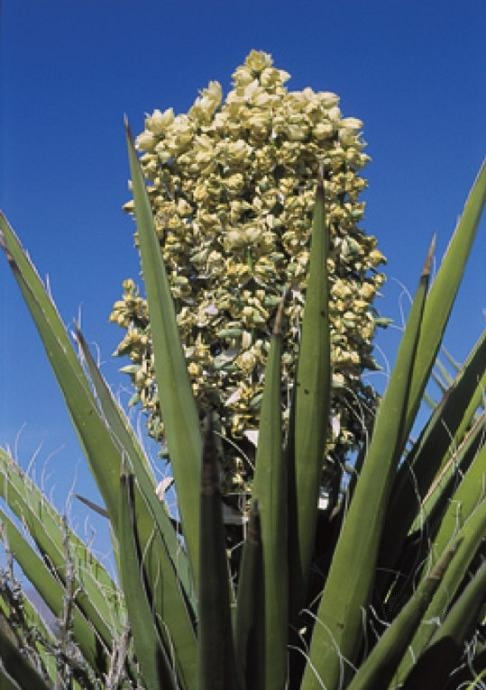
Mit dichtem Blütenstand.
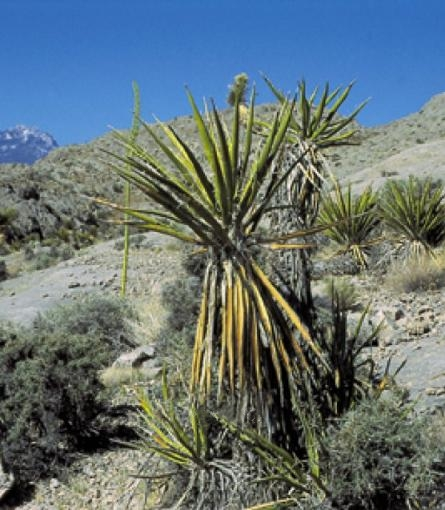
Yucca schidigera zum Vergleich in Nevada. Im Hintergrund der Blütenstand von Agave utahensis var. eborispina
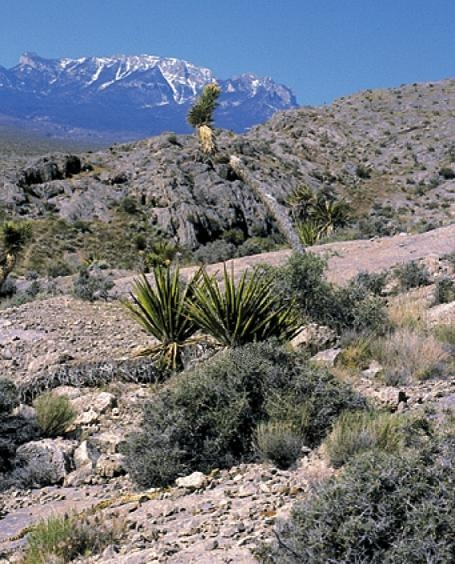
Yucca schidigera im Hintergrund Yucca brevifolia in steinigem, hügeligen Terrain in Nevada
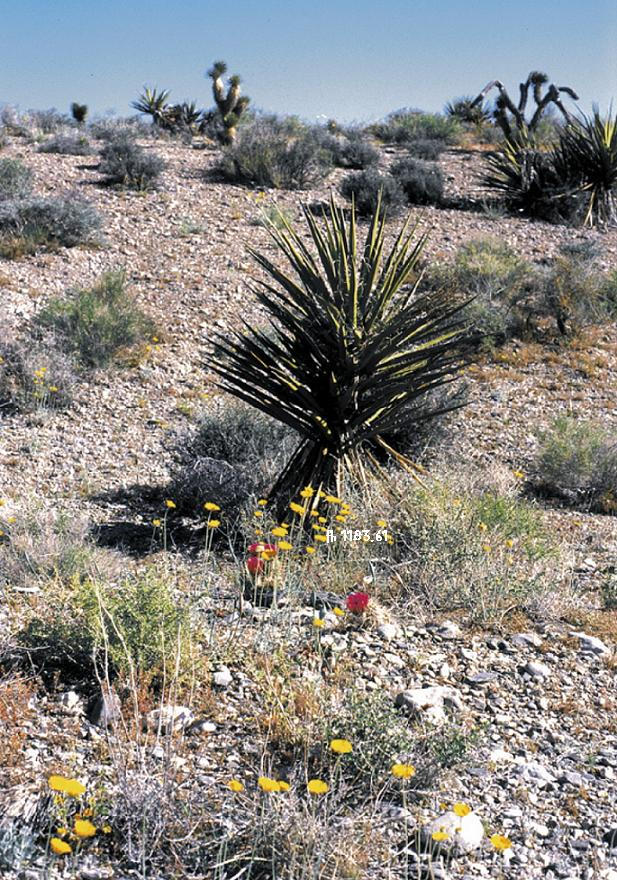
Jungpflanze mit blühendem Echinocereus engelmannii